# 獣拳戦隊ゲキレンジャーVSボウケンジャー
- スーパー戦隊シリーズ
  - 獣拳戦隊ゲキレンジャー > 獣拳戦隊ゲキレンジャーVSボウケンジャー
  - 轟轟戦隊ボウケンジャー > 獣拳戦隊ゲキレンジャーVSボウケンジャー

『獣拳戦隊ゲキレンジャーVSボウケンジャー』は、2008年3月14日に発売されたオリジナルビデオ作品。『獣拳戦隊ゲキレンジャー』のオリジナルビデオ作品であり、スーパー戦隊VSシリーズの一つ。46分。

## 概要
『獣拳戦隊ゲキレンジャー』と『轟轟戦隊ボウケンジャー』のクロスオーバー作品であるスーパー戦隊Vシネマ第14作。本作品よりハイビジョン撮影に移行。翌年制作の『劇場版 炎神戦隊ゴーオンジャーVSゲキレンジャー』が急遽劇場版としての公開に変更されたため、2022年現在Vシネマとして発表された最後のVSシリーズ作品でもある。
宇宙最強の敵・宇宙拳法の使い手パチャカマック12世に、ゲキレンジャーとボウケンジャーが立ち向かうというストーリーが展開される。脚本は当初、両作品のテレビシリーズにも参加していた會川昇がプロットまでを手がけており、會川の降板後は本作品の演出を手がけた竹本昇がこれを再構成の上で、荒川稔久が脚本にしたという経緯がある。2つの戦隊が力を合わせるのが見所のひとつであるスーパー戦隊Vシネマであるが、本作品ではさらに巨大戦でゲキレンジャーの敵である臨獣殿も加わった、3勢力の共闘も実現している。
作中において、ゲキレンジャーとボウケンジャーは互いの存在を知らなかったものの、双方が所属している組織（スクラッチとサージェス）のことは知っていた。また、美希と牧野が「恐竜や」の常連という設定であり、前々前作までの作品ともリンクしていることが劇中で明言されているほか、エンディングでもそれを確認できる。
スーパー戦隊Vシネマシリーズとしては初めて雑誌「テレまんがヒーローズ」において漫画版（作：一式まさと）が描かれている。

## あらすじ
かつて、宇宙から獣拳の創始者ブルーサ・イーにもたらされた2つの宝玉。現在はスクラッチ社に保管されている赤い宝玉と臨獣殿に保管されている青い宝玉は、宇宙拳法究極の力をもたらすと言われるプレシャスであった。プレシャス保護のためにスクラッチに現れたボウケンジャーの3人（ブラック、ブルー、イエロー）は、赤い宝玉を巡って3人のゲキレンジャーと激しくぶつかりあう。
その対決の中、漁夫の利を得ようとするネガティブシンジゲートのダークシャドウから、赤い宝玉は高丘映士（ボウケンシルバー）によって守られたかに見えた。しかし、赤い宝玉は、宇宙に旅立っていたはずの明石暁（ボウケンレッド）と西堀さくら（ボウケンピンク）によって奪われてしまう。さらに、明石とさくらは青い宝玉を持つ臨獣殿のメンバー、リオとメレ、そしてリンリンシー臨獣ヒポポタマス拳バーカーに共闘を申し込む。
明石たちを追い、ボウケンシルバーを含めた4人のボウケンジャーと、ゲキレンジャーの5人は究極の力が封じられた南米ヤミノツウ遺跡に向かう。そこで、さくらの体から現れた怪人が究極の力を手に入れてしまう。実は、さくらの体には宇宙拳法の使い手、パチャカマック12世がとりついていたのだ。臨獣殿の者たちをも操り、究極の力で暴れまわるパチャカマック12世に、2大戦隊が立ち向かう。

## 登場人物
各テレビシリーズからの登場人物の詳細については、以下の各項目を参照。
- 獣拳戦隊ゲキレンジャーの登場人物
- 轟轟戦隊ボウケンジャーの登場人物

### オリジナルキャラクター
臨獣ヒポポタマス拳バーカー
臨獣ヒポポタマス拳の使い手。
他の獣人リンリンシーと異なり、カバの頭に腕や脚が直接付いている。間の抜けた仕草や言動をし、語尾に「のだ」とつけることが多い。痛みに鈍感な頑丈無比な体質を生かした非常識な攻撃が得意で、並大抵の攻撃ではダメージどころか、攻撃を受けたことすら気付きもしない。ダイボイジャーの攻撃を受けてもビクともしない耐久力を持つ。頭は相当弱く、自分の拳法の名称すら時々忘れ、それゆえ、バエからは「バカ」と呼ばれている。おでんに似たハンマーヒポポタマスハンマーが武器で臨獣殿一風邪を引かないのが自慢らしい。
褒美におやつをもらうため究極の力の奪取作戦に従事するが、パチャカマック12世によって理央、メレ共々操られてしまい（この二人と異なり性格や言動に大きな変化は無かった）、ゲキレンジャーとボウケンジャーと交戦。最終的には、轟轟激激シュートで倒された。
- 元々はテレビシリーズのアイデアストックとして提出していたもの。デザインイメージはただの象徴の胸の顔が、肥大化して自我を侵食しているというものであるため、本来の頭部は小さくなっている。モチーフは『天才バカボン』のバカボンで、バカという記号は渦巻き模様やアホ毛を積極的に取り入れている。またおでんハンマーは同原作者の他作品から。

使用リンギ
- 股所繰（）：相手の体をくすぐって刺激を与える。
- 半莫迦（）：体を縦真っ二つに分離して敵を挟み込む。
- 鈍打刑（）：ヒポポタマスハンマーで地面を叩いて衝撃波を起こす。
- 酢鼻酢波（）：鼻からしょっぱい鼻水のような生ぬるい水流を飛ばす。

パチャカマック12世
宇宙拳法の使い手パチャカマック1世の子孫である12代目。
かつて、激獣拳に道場破りをしかけ、獣拳の創造者であるブルーサ・イーに敗れた1世はブルーサ・イーの強さに敬意を表し、自身の奥義である宇宙拳法究極の力を地球に封印。封印の鍵である赤と青の宝玉をブルーサに託し、宇宙へ帰っていったが、12世は「自分が楽しめることが宇宙で唯一正しいこと」であるという歪んだ考えの持ち主となったことから、惑星イスラに封印された。イスラを訪れたさくらに乗り移り復活。さくらを人質に暁を脅し、2つの宝玉を集めさせる。
宇宙拳法究極の力を得ることで肩にもう一対の腕ができ、重力下でも浮遊して複数の敵を相手にしても死角を作らない。両肩の巨大な手で特殊な重力波を生み出して攻撃する宇宙拳奥義惑星直列波、縦回転しながら相手に突進する宇宙拳秘技彗星激突を得意技とする。
轟轟激激シュートで倒された後は巨大化。月に赴き、そこから地球を破壊しようとする。月面において、2大戦隊のロボと交戦し、優位に立ちながらもゲキリントージャウルフが参戦したことで形勢が逆転。アルティメットダイボウケンの大聖剣斬り、ゲキリントージャウルフの激臨狼狼剣、ゲキファイヤーの頑頑ナックル落としで倒された。
2011年放送の『海賊戦隊ゴーカイジャー』第7話に登場するザンギャックの行動隊長パチャカマック13世は彼の後継者である。
- 頭の冠の装飾のモチーフは『秘密戦隊ゴレンジャー』のバリドリーン。『ボウケンジャー』の世界観からマヤ文明やインカをモチーフとしており、その意匠を胸の顔に『ゲキレンジャー』の臨獣拳士風に仕立てることで、双方に親和性があるものにしている。今までに誰も想像しなかった拳法を使うことから、ラフ段階は頭から腕が伸びるギミックで考えられていたが、スーツでは維持が難しいため肩に変更された。

## 装備・戦力
ライトニングアタック
スーパーゲキブルーの過激気とゲキバイオレットの紫激気をボウケンブラックのラジアルハンマーに込めて放つ技。
レッドゾーンタイガー撃（）
ボウケンレッドがレッドゾーンクラッシュを発動する時のスピードを過激気噴射で行い、レッドゾーンクラッシュとスーパータイガー撃でX字に切り裂く技。
スーパーブラザー撃（）
スーパーゲキブルーをゲキバイオレットが下から打ち上げるようにして、過激気と紫激気を纏ったスーパーゲキブルーが上空から急降下して体当たりをする技。
過激気冒険根性撃（）
スーパーゲキイエローが過激気噴射でボウケンイエローとボウケンピンクを高速で押し、敵とすれ違いざまにバケットスクーパーとハイドロシューターで攻撃する技。メレとの決戦時に使用。
轟轟激激シュート（）
スーパーゲキバズーカを中心として、デュアルクラッシャー、厳厳拳、超捻捻弾、サガストライク、シューターハリケーン、サバイバスター・スナイパーモード（3本）による11人の合体技。ボウケンレッドの「轟轟！」ゲキレッドの「激激！」、9人の「シュート！」の掛け声でスーパーゲキバズーカとデュアルクラッシャーは直進、残りの技で二つの周りに渦を巻くようにして同時に放つ。

ゲキリントージャウルフ
ゲキトージャウルフにリンライオンとリンカメレオンが呉越同舟獣拳合体した獣拳巨人。
大狼狼脚の後に激臨剣で斬りつける激臨狼狼斬（）を使用。
パチャカマック12世との戦いの最中に合体。ゲキバイオレット、ゲキチョッパー、リオ、メレの4人で操縦し、流れを戦隊側に傾けた。
Vシネマオリジナルロボとして考案されたもので、翌年公開の『炎神戦隊ゴーオンジャーVSゲキレンジャー』にも登場。この時はゲキレンジャー5人とリオ、メレの7人が搭乗した。

## スタッフ
- プロデュース - 八木征志（テレビ朝日）、塚田英明、宇都宮孝明（東映）、加藤和夫（東映ビデオ）、矢田晃一（東映エージエンシー）
- 原作 - 八手三郎
- 脚本 - 荒川稔久
- 音楽 - 三宅一徳、中川幸太郎
- 撮影 - 大沢信吾
- 助監督 - 加藤弘之、黒木浩介
- 中国武術指導 - 喜多川務
- 特撮監督 - 佛田洋
- アクション監督 - 石垣広文（ジャパンアクションエンタープライズ）
- 監督 - 竹本昇
- 製作 - テレビ朝日、東映ビデオ、東映、東映エージエンシー

## キャスト
- 漢堂ジャン / ゲキレッド - 鈴木裕樹
- 宇崎ラン / ゲキイエロー - 福井未菜
- 深見レツ / ゲキブルー - 高木万平
- 深見ゴウ / ゲキバイオレット - 三浦力
- 久津ケン / ゲキチョッパー - 聡太郎
- 明石暁 / ボウケンレッド - 高橋光臣
- 伊能真墨 / ボウケンブラック - 齋藤ヤスカ
- 最上蒼太 / ボウケンブルー - 三上真史
- 間宮菜月 / ボウケンイエロー - 中村知世
- 西堀さくら / ボウケンピンク - 末永遥
- 高丘映士 / ボウケンシルバー - 出合正幸
- 理央 - 荒木宏文
- メレ - 平田裕香
- 風のシズカ - 山崎真実
- ブルーサ・イー - 甲斐将馬
- 牧野森男 - 斉木しげる
- 真咲美希 - 伊藤かずえ

### 声の出演
- マスター・シャーフー - 永井一郎
- ナレーション - ケイ・グラント
- バエ - 石田彰
- ズバーン - 堀秀行
- パチャカマック12世 - 増谷康紀
- バーカー - 岸祐二

### スーツアクター
- ゲキレッド[12]、ボウケンレッド[12] - 福沢博文
- 人見早苗
- 竹内康博
- 清家利一
- 渡辺淳
- 今井靖彦
- 蜂須賀昭二
- 日下秀昭
- 神尾直子
- 大林勝
- 永徳
- 佐藤太輔
- ボウケンブラック[13] - 高岩成二
- 伊藤慎
- 中川素州
- 矢部敬三
- 岡元次郎
- 押川善文

## 音楽
主題歌
オープニング・テーマ「獣拳戦隊ゲキレンジャー」
作詞：及川眠子 / 作曲：岩崎貴文 / 編曲：京田誠一 / 歌：谷本貴義 / コーラス：ヤング・フレッシュ
本作品では、『忍風戦隊ハリケンジャーVSガオレンジャー』以来となるオープニングのタイトルバックも設けられており、メインキャスト13名のクレジット映像が新規に制作された。
エンディング・テーマ「道（タオ）」
作詞：藤林聖子 / 作曲：前田克樹 / 編曲：三宅一徳 / 歌：水木一郎 / コーラス：ヤング・フレッシュ
挿入歌「轟轟戦隊ボウケンジャー」
作詞：岩里祐穂 / 作曲：山田信夫 / 編曲：京田誠一 / 歌：NoB

## メディア
- 2008年3月14日：DVDレンタル開始[6]。
- 2008年3月21日：DVD発売[6]。